# Герои Социалистического Труда Гродненской области
В настоящий список включены:

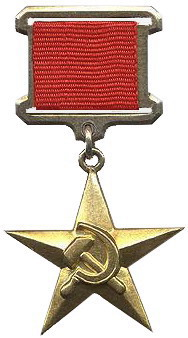
Золотая медаль «Серп и Молот»

- Герои Социалистического Труда, на момент присвоения звания проживавшие на территории современной Гродненской области, — 59 человек; в их числе 1 Герой, который награждён на той части бывшей Барановичской области, которая входит с 1954 года в состав Гродненской области (отмечен звёздочкой);
- уроженцы Гродненской области, удостоенные звания Героя Социалистического Труда в других регионах СССР, — 14 человек.

Вторая часть списка может быть неполной из-за отсутствия данных о месте рождения ряда Героев.
В таблицах отображены фамилия, имя и отчество Героев, должность и место работы на момент присвоения звания, дата Указа Президиума Верховного Совета СССР, отрасль народного хозяйства, место рождения/проживания, а также ссылка на биографическую статью на сайте «Герои страны». Формат таблиц предусматривает возможность сортировки по указанным параметрам путём нажатия на стрелку в нужной графе.

## История
Первой на территории современной Гродненской области звания Героя Социалистического Труда была удостоена колхозная звеньевая П. Л. Колола — высшая степень отличия была ей присвоена Указом Президиума Верховного Совета СССР от 28 марта 1949 года за получение высоких урожаев льна в 1948 году.
Подавляющее большинство Героев Социалистического Труда в области приходится на работников сельского хозяйства — 44 человека; государственное управление — 4; строительство — 3; химическая, лёгкая, пищевая  промышленность, промышленность промстройматериалов, транспорт, мелиорация, образование, здравоохранение — по 1.

## Лица, удостоенные звания Героя Социалистического Труда в Гродненской области
| №  | Фамилия, имя, отчество                  | Даты жизни              | Деятельность | Дата присвоения | Отрасль            | Место рождения       | ГС        |
| -- | --------------------------------------- | ----------------------- | --- | --------------- | ------------------ | -------------------- | --------- |
| 1  | Абабкова (Чекель) Мария Александровна   | 01.12.1935 — 22.12.2024 | Прядильщица Гродненского тонкосуконного комбината Гродненского совнархоза | 07.03.1960      | легпром            | Гродненский район    | [ ГС 1 ]  |
| 2  | Абужинский Станислав Иванович           | 14.11.1932 — 02.1999    | Звеньевой колхоза «Свислочь» Гродненского района Гродненской области | 30.04.1966      | сельхоз            | Гродненский район    | [ ГС 2 ]  |
| 3  | Априщенко Алексей Антонович             | 11.02.1919 — 01.05.2000 | Первый секретарь Свислочского райкома Компартии Белоруссии, Гродненская область | 08.04.1971      | госуправление      | *Ростовская область  | [ ГС 3 ]  |
| 4  | Афанасик Тереза Владимировна            | 24.09.1933 — 05.08.2011 | Доярка совхоза «Россь» Волковысского района Гродненской области | 06.09.1973      | сельхоз            | Волковысский район   | [ ГС 4 ]  |
| 5  | Барташевич (Заневская) Мария Викторовна | 29.06.1934 — 28.06.2009 | Доярка птицесовхоза «Свислочь» Гродненского района Гродненской области | 18.01.1958      | сельхоз            | Гродненский район    | [ ГС 5 ]  |
| 6  | Баум Владимир Александрович             | 06.08.1922 — 14.03.2018 | Председатель колхоза имени XXII партсъезда Ивьевского района Гродненского области | 22.03.1966      | сельхоз            | *Польша              | [ ГС 6 ]  |
| 7  | Белякова Антонина Ивановна              | 15.07.1927 — 07.11.2007 | Первый секретарь Гродненского райкома Компартии Белоруссии | 29.03.1978      | госуправление      | *Тверская область    | [ ГС 7 ]  |
| 8  | Богдан Елена Ивановна                   | 05.05.1931 — 26.07.1999 | Свинарка совхоза «Пограничник» Гродненского района Гродненской области | 22.03.1966      | сельхоз            | *Польша              | [ ГС 8 ]  |
| 9  | Варец Домна Ивановна                    | 14.01.1909 — 16.11.2001 | Телятница колхоза имени Адама Мицкевича Мостовского района Гродненской области | 22.03.1966      | сельхоз            | Мостовский район     | [ ГС 9 ]  |
| 10 | Вачинская Валентина Семёновна           | 12.01.1922 — 16.02.1985 | Заведующая производственным участком колхоза «Россия» Гродненского района Гродненской области                                                                                                 | 13.12.1972      | сельхоз            | *Польша              | [ ГС 10 ] |
| 11 | Воронецкий Андрей Максимович            | 19.02.1920 — 14.01.1972 | Председатель колхоза «Гвардия» Свислочского района Гродненской области | 23.06.1966      | сельхоз            | *Минская область     | [ ГС 11 ] |
| 12 | Гичан Антон Владимирович                | род. 12.07.1929         | Заведующий производственным участком колхоза «1 Мая» Щучинского района Гродненской области | 23.06.1966      | сельхоз            | *Польша              | [ ГС 12 ] |
| 13 | Глебко Василий Александрович            | 25.02.1910 — 02.08.1972 | Председатель колхоза «Рассвет» Новогрудского района Гродненской области | 30.04.1966      | сельхоз            | Новогрудский район   | [ ГС 13 ] |
| 14 | Деньщиков Пётр Иосифович                | 15.09.1918 — 09.01.1980 | Председатель колхоза «Авангард» Гродненского района Гродненской области | 08.04.1971      | сельхоз            | *Тюменская область   | [ ГС 14 ] |
| 15 | Дойнеко Филипп Петрович                 | 1916 — 13.02.1979       | Первый секретарь Гродненского райкома Компартии Белоруссии | 22.03.1966      | госуправление      | *Гомельская область  | [ ГС 15 ] |
| 16 | Дубко Александр Иосифович               | 14.01.1938 — 04.02.2001 | Председатель колхоза «Прогресс» Гродненского района Гродненской области | 26.03.1982      | сельхоз            | *Витебская область   | [ ГС 16 ] |
| 17 | Дукшта Николай Борисович                | 13.11.1944 — 18.02.2002 | Аппаратчик Гродненского производственного объединения «Азот» имени С. О. Притыцкого Министерства по производству минеральных удобрений СССР                                                   | 03.06.1986      | химпром            | Гродненский район    | [ ГС 17 ] |
| 18 | Жамойтин Александр Адольфович           | род. 08.05.1935         | Заведующий производственным участком колхоза «Прогресс» Зельвенского района Гродненской области                                                                                               | 13.12.1972      | сельхоз            | Зельвенский район    | [ ГС 18 ] |
| 19 | Журавлёв Анатолий Георгиевич            | 01.05.1922 — 1987       | Директор совхоза «Погородно» Вороновского района Гродненской области | 22.03.1966      | сельхоз            | *Тверская область    | [ ГС 19 ] |
| 20 | Калабук Геннадий Георгиевич             | род. 1930               | Бригадир рабочих Гродненского мясокомбината Министерства мясной и молочной промышленности Белорусской ССР                                                                                     | 16.01.1974      | пищепром           | Мостовский район     | [ ГС 20 ] |
| 21 | Калоша Ольга Лукинична                  | 12.01.1910 — 05.11.2000 | Звеньевая колхоза «Знамя Ленина» Кореличского района Гродненской области | 31.12.1965      | сельхоз            | Кореличский район    | [ ГС 21 ] |
| 22 | Карачан Ева Романовна                   | 28.11.1920 — 06.10.2000 | Звеньевая колхоза «Новая жизнь» Кореличского района Гродненской области | 18.01.1958      | сельхоз            | Кореличский район    | [ ГС 22 ] |
| 23 | Карпович Мария Николаевна               | 08.03.1930 — 14.10.2017 | Агроном колхоза «Звезда» Новогрудского района Гродненской области | 23.06.1966      | сельхоз            | Новогрудский район   | [ ГС 23 ] |
| 24 | Клёцков Леонид Герасимович              | 12.05.1918 — 14.07.1997 | Первый секретарь Гродненского обкома Компартии Белоруссии | 27.12.1976      | госуправление      | *Витебская область   | [ ГС 24 ] |
| 25 | Клява Антон Францевич                   | род. 24.11.1933         | Звеньевой колхоза «Россия» Гродненского района Гродненской области | 23.06.1966      | сельхоз            | Гродненский район    | [ ГС 25 ] |
| 26 | Колола Прасковья Лазаревна              | 20.03.1895 — 23.08.1976 | *Звеньевая колхоза «Большевик» Любчанского района Барановичской области | 28.03.1949      | сельхоз            | Новогрудский район   | [ ГС 26 ] |
| 27 | Коляда Эдуард Степанович                | 12.09.1922 — 2003       | Бригадир колхоза имени Щорса Новогрудского района Гродненской области | 23.06.1966      | сельхоз            | Новогрудский район   | [ ГС 27 ] |
| 28 | Короневская Мария Сергеевна             | 04.12.1926 — 01.12.2000 | Звеньевая колхоза «Рассвет» Новогрудского района Гродненской области | 30.04.1966      | сельхоз            | *Минская область     | [ ГС 28 ] |
| 29 | Кошур Марта Владимировна                | 20.07.1929 — 2003       | Звеньевая колхоза «Рассвет» Новогрудского района Гродненской области | 12.12.1973      | сельхоз            | Новогрудский район   | [ ГС 29 ] |
| 30 | Кукалович Владимир Аксентьевич          | 23.02.1927 — 2005       | Звеньевой колхоза «Коммунар» Новогрудского района Гродненской области | 30.04.1966      | сельхоз            | Новогрудский район   | [ ГС 30 ] |
| 31 | Купа Михаил Николаевич                  | род. 1931               | Бригадир комплексной бригады строительного треста № 11 Министерства промышленного строительства Белорусской ССР, Гродненская область                                                          | 07.01.1975      | строительство      | Берестовицкий район  | [ ГС 31 ] |
| 32 | Манина Елена Ивановна                   | 10.10.1922 — 11.03.2014 | Учительница Поречской восьмилетней школы-интерната Гродненского района Гродненской области | 01.07.1968      | образование        | *Могилёвская область | [ ГС 32 ] |
| 33 | Мелещенко Мария Егоровна                | 08.03.1912 — ????       | Звеньевая совхоза «Станиславово» Министерства совхозов СССР, Гродненский район Гродненской области                                                                                            | 30.08.1950      | сельхоз            | *Могилёвская область | [ ГС 33 ] |
| 34 | Мирончик Владимир Юстинович             | 29.03.1915 — 30.06.1990 | Главный врач клинической больницы № 1 имени З. П. Соловьёва, гор. Гродно | 04.02.1969      | здравоохранение    | *Минская область     | [ ГС 34 ] |
| 35 | Мисюк Казимир Петрович                  | 01.10.1929 — 18.03.1992 | Бригадир экспериментальной базы «Щучин» Щучинского района Гродненской области | 17.08.1988      | сельхоз            | Щучинский район      | [ ГС 35 ] |
| 36 | Мокат Александр Михайлович              | 05.01.1939 — 27.07.1984 | Тракторист колхоза имени Царюка Кореличского района Гродненской области | 12.12.1973      | сельхоз            | Кореличский район    | [ ГС 36 ] |
| 37 | Назарова Анна Филипповна                | 15.05.1921 — 12.09.2000 | Председатель колхоза «1 Мая» Желудокского района Гродненской области | 07.03.1960      | сельхоз            | *Минская область     | [ ГС 37 ] |
| 38 | Нестер Мария Фёдоровна                  | 05.04.1918 — 1989       | Свинарка совхоза «Слонимский» Слонимского района Гродненской области | 22.03.1960      | сельхоз            | Слонимский район     | [ ГС 38 ] |
| 39 | Орда Татьяна Григорьевна                | род. 16.08.1938         | Доярка совхоза «Кореличи» Кореличского района Гродненской области | 22.03.1966      | сельхоз            | Кореличский район    | [ ГС 39 ] |
| 40 | Петручек Вера Ивановна                  | 28.08.1926 — 02.11.1975 | Свинарка совхоза «Красногрудский» Волковысского района Гродненской области | 22.03.1966      | сельхоз            | *Польша              | [ ГС 40 ] |
| 41 | Пискун Владимир Сергеевич               | 08.03.1926 — 28.05.2008 | Шофёр автоколонны № 2408 Министерства автомобильного транспорта Белорусской ССР гор. Гродно                                                                                                   | 04.05.1971      | транспорт          | Гродненский район    | [ ГС 41 ] |
| 42 | Поташкевич Франц Иосифович              | 16.08.1929 — 03.06.2003 | Старший машинист экскаватора Островецкого строительно-монтажного управления Гродненского облмелиотреста Министерства мелиорации и водного хозяйства Белорусской ССР                           | 08.04.1971      | мелиоводхоз        | *Минская область     | [ ГС 42 ] |
| 43 | Рекуть Ядвига Ивановна                  | 10.05.1936 — 23.10.2017 | Свинарка совхоза «Новый двор» Свислочского района Гродненской области | 22.03.1966      | сельхоз            | Свислочский район    | [ ГС 43 ] |
| 44 | Рожко Эдвард Петрович                   | 04.05.1936 — 02.09.2017 | Заведующий производственным участком колхоза «Светлый путь» Сморгонского района Гродненской области                                                                                           | 27.12.1976      | сельхоз            | Сморгонский район    | [ ГС 44 ] |
| 45 | Рудый Вацлав Адольфович                 | 04.10.1936 — 13.05.1994 | Бригадир комплексной бригады передвижной механизированной колонны № 26 управления «Гродносельстрой» Министерства сельского строительства Белорусской ССР, Щучинский район Гродненской области | 12.05.1977      | строительство      | Щучинский район      | [ ГС 45 ] |
| 46 | Салей Иван Семёнович                    | 05.09.1931 — 2012       | Бригадир комплексной бригады строительного треста № 11 Министерства промышленного строительства СССР, гор. Гродно                                                                             | 05.04.1971      | строительство      | Мостовский район     | [ ГС 46 ] |
| 47 | Сенько Илья Петрович                    | 05.05.1940 — 01.12.2017 | Председатель колхоза «Путь к коммунизму» Гродненского района Гродненской области | 07.07.1986      | сельхоз            | *Брестская область   | [ ГС 47 ] |
| 48 | Сенько Фёдор Петрович                   | 06.04.1936 — 23.04.2020 | Председатель колхоза «Прогресс» Гродненского района Гродненской области | 08.04.1971      | сельхоз            | *Брестская область   | [ ГС 48 ] |
| 49 | Сидорчук Евгения Филипповна             | род. 26.12.1929         | Звеньевая колхоза «Путь к коммунизму» Скидельского района Гродненской области | 18.01.1958      | сельхоз            | Гродненский район    | [ ГС 49 ] |
| 50 | Скопин Иван Васильевич                  | 29.01.1932 — 25.05.2009 | Машинист вращающихся печей производственного объединения Волковысского цементного завода «Победа» Министерства промышленности строительных материалов Белорусской ССР, Гродненская область    | 07.05.1971      | промстройматериалы | *Тверская область    | [ ГС 50 ] |
| 51 | Слук Вацлав Доминикович                 | 07.09.1926 — 23.12.2004 | Скотник совхоза «Тарново» Лидского района Гродненской области | 22.03.1966      | сельхоз            | Лидский район        | [ ГС 51 ] |
| 52 | Титко Раиса Ивановна                    | 16.08.1926 — 14.01.1977 | Свинарка совхоза «Победа» Ошмянского района Гродненской области | 08.04.1971      | сельхоз            | *Польша              | [ ГС 52 ] |
| 53 | Трусковская Надежда Степановна          | 14.10.1922 — 13.05.2007 | Звеньевая колхоза «Новая жизнь» Кореличского района Гродненской области | 30.04.1966      | сельхоз            | Кореличский район    | [ ГС 53 ] |
| 54 | Тур Пётр Григорьевич                    | 17.12.1922 — 1999       | Заведующий производственным участком колхоза имени Ленина Новогрудского района Гродненской области                                                                                            | 08.04.1971      | сельхоз            | Новогрудский район   | [ ГС 54 ] |
| 55 | Фоменко Ефим Иванович                   | 07.11.1901 — 06.03.1983 | Директор совхоза «Кореличи» Кореличского района Гродненской области | 23.06.1966      | сельхоз            | *Курская область     | [ ГС 55 ] |
| 56 | Чубрик Тамара Владимировна              | 20.02.1937 — 23.12.2009 | Оператор машинного доения племзавода «Кореличи» Кореличского района Гродненской области | 21.12.1983      | сельхоз            | Кореличский район    | [ ГС 56 ] |
| 57 | Шевяков Григорий Иванович               | 12.11.1911 — 13.01.1986 | Директор совхоза «Россь» Волковысского района Гродненской области | 18.01.1958      | сельхоз            | *Тульская область    | [ ГС 57 ] |
| 58 | Юшко Евгения Иосифовна                  | 03.02.1929 — 05.02.2013 | Звеньевая колхоза «Победа» Кореличского района Гродненской области | 30.04.1966      | сельхоз            | Кореличский район    | [ ГС 58 ] |
| 59 | Ярмонтович Елена Васильевна             | 15.08.1929 — 19.09.1986 | Звеньевая колхоза «Знамя Советов» Лидского района Гродненской области | 30.04.1966      | сельхоз            | Лидский район        | [ ГС 59 ] |

## Уроженцы Гродненской области, удостоенные звания Героя Социалистического Труда в других регионах СССР
| №  | Фамилия, имя, отчество          | Даты жизни              | Деятельность | Дата присвоения | Отрасль         | Место рождения      | ГС        |
| -- | ------------------------------- | ----------------------- | --- | --------------- | --------------- | ------------------- | --------- |
| 1  | Антонов Алексей Константинович  | 08.06.1912 — 09.07.2010 | Заместитель Председателя Совета Министров СССР, гор. Москва | 07.06.1982      | госуправление   | Гродно              | [ ГС 1 ]  |
| 2  | Белко Андрей Иосифович          | род. 13.10.1930         | Сталевар Минского тракторостроительного производственного объединения Министерства тракторного и сельскохозяйственного машиностроения СССР                                                             | 16.03.1976      | машиностроение  | Щучинский район     | [ ГС 2 ]  |
| 3  | Богданчук Евгений Михайлович    | 01.05.1927 — 29.09.2005 | Машинист экскаватора Лукомльского участка управления механизации «Белэнергостроймеханизация» треста «Белэнергострой» Министерства энергетики и электрификации СССР, Чашникский район Витебской области | 10.01.1975      | энергетика      | Слонимский район    | [ ГС 3 ]  |
| 4  | Бутузов Евгений Иванович        | 24.07.1909 — 08.12.1980 | Директор завода имени Масленникова Министерства машиностроения СССР, гор. Куйбышев | 26.04.1971      | оборонпром      |                     | [ ГС 4 ]  |
| 5  | Гаурлик Аркадий Викентьевич     | 04.12.1910 — 17.06.1992 | Директор Луговской МТС Джамбулской области | 28.03.1948      | сельхоз         | Лидский район       | [ ГС 5 ]  |
| 6  | Данилецкий Владимир Зыгмунтович | род. 25.02.1939         | Тракторист зерносовхоза «Борвиновский» Урицкого района Кустанайской области | 03.03.1980      | сельхоз         | Ивьевский район     | [ ГС 6 ]  |
| 7  | Евец Михаил Юрьевич             | 07.05.1906 — 18.04.1987 | Экскаваторщик строительно-монтажного управления правого берега Куйбышевгидростроя Министерства электростанций СССР, Куйбышевская область                                                               | 09.08.1958      | энергетика      | Гродненский район   | [ ГС 7 ]  |
| 8  | Жижель Иван Матвеевич           | 16.06.1904 — 18.03.1982 | Министр строительства Белорусской ССР, гор. Минск | 15.02.1964      | строительство   | Берестовицкий район | [ ГС 8 ]  |
| 9  | Лысенко Александр Карпович      | 10.12.1910 — 23.01.1976 | Начальник паровозного отделения Лиски Юго-Восточной железной дороги, Воронежская область | 05.11.1943      | транспорт       | Лидский район       | [ ГС 9 ]  |
| 10 | Мамышева Евдокия Владимировна   | 14.03.1916 — 26.04.2001 | Главный врач больницы имени В. В. Куйбышева, гор. Ленинград | 04.02.1969      | здравоохранение | Зельвенский район   | [ ГС 10 ] |
| 11 | Петрученя Александр Иванович    | 1900—1991               | Старший механик зернового совхоза «Серп и Молот» Министерства совхозов СССР, Новониколаевский район Сталинградской области                                                                             | 27.03.1948      | сельхоз         | Слонимский район    | [ ГС 11 ] |
| 12 | Ткачук Геннадий Ильич           | 02.03.1936 — 02.07.2017 | Комбайнёр совхоза имени Г. Титова Державинского района Целиноградской области | 19.04.1967      | сельхоз         | Щучинский район     | [ ГС 12 ] |
| 13 | Фёдоров Фёдор Иванович          | 19.06.1911 — 13.10.1994 | Академик-секретарь Отделения физико-математических наук Академии наук Белорусской ССР, гор. Минск | 27.12.1978      | наука           | Кореличский район   | [ ГС 13 ] |
| 14 | Щёлок Михаил Васильевич         | 16.01.1937 — 31.03.2008 | Бригадир совхоза «Северный» Комсомольского района Актюбинской области | 19.04.1967      | сельхоз         | Свислочский район   | [ ГС 14 ] |